# Ipekakuána
Az ipekakuána (Carapichea ipecacuanha) (magyarul: útszéli hánytatógyökér) brazil növény, tupi nyelven: i-pe-ká-géne, azaz 'útszéli növény, ami beteggé tesz'. INN-név: ipecacuanha.

## Története
Az ipekakuána 1672-ben került először Európába, egy Legros nevű utazó hozta a növényt Dél-Amerikából Párizsba. 1680-ban egy Garnier nevű párizsi kereskedő kapott körülbelül 68 kg anyagot, és értesítette a fizikus Helvetiust (az azonos nevű híres filozófus nagyapját) a szer alkalmazásának hatásáról a vérhas (disenteria) kezelésében. Helvetius eladta a kizárólagos jogorvoslat jogát XIV. Lajosnak, aki ezt az információt a francia kormánynak átadta, s ez utóbbi 1688-ban nyilvánosságra hozta.

## Felhasználása
A vékony, elágazó gyökeréből kivont anyagot emésztési zavarokra használták. Mérgezés esetén hánytatásra használták, és bronchitist is kezeltek vele.
ATC-kódja R05CA04 és V03AB01. A VIII. Magyar Gyógyszerkönyvben az alábbi neveken hivatalos:
| Ipekakuána folyékony kivonat, standardizált | Ipecacuanhae extractum fluidum normatum |
| Ipekakuána gyökérpor, standardizált         | Ipecacuanhae pulvis normatus            |
| Ipekakuána tinktúra, standardizált          | Ipecacuanhae tinctura normata           |
| Ipekakuánagyökér                            | Ipecacuanhae radix                      |